# Lista autostrăzilor și drumurilor expres din Africa de Sud

Aceasta este o listă a autostrăzilor și drumurilor expres din Africa de Sud.
| Denumirea | Traseul (în paranteză porțiunea la nivel de autostradă)                 | Lungimea totală | Lungimea la nivel de autostradă |
| --------- | ----------------------------------------------------------------------- | --------------- | ------------------------------- |
| M1        | (Johannesburg – Pretoria)                                               | km              | 42 km                           |
| M2        | (Johannesburg east-west Axis)                                           | km              | 13 km                           |
| M3        | (Cape Town de la M62 – Westlake până lângă M42)                         | km              | 23 km                           |
| M4        | (Port Elisabeth Bypass)                                                 | km              | 7 km                            |
| M4        | (Durban Bypass)                                                         | km              | 14 km                           |
| M4        | (Durban – Port Zimbali)                                                 | km              | 35 km                           |
| M5        | (Cape Town sau Kromboorg Pkwy. – până la Koeberg Rd.)                   | km              | 12 km                           |
| M7        | (Cape Town N2 - R300)                                                   | km              | 9 km                            |
| M7        | (Pinetown din N3 – Durban West până în N2)                              | km              | 13 km                           |
| M13       | (de la Durban West lânga N2 – până la Hillcrest lângă N3)               | km              | 35 km                           |
| M41       | (Umhlanga lângă M4 – Blackburn lângă R102)                              | km              | 6 km                            |
| N1        | (Cape Town, de la F.W. Le Klerk Blvd. – Rawsonville R101)               | km              | 84 km                           |
| N1        | (Bloemfontein Bypass)                                                   | km              | 48 km                           |
| N1        | (Kroonstad Bypass)                                                      | km              | 11 km                           |
| N1        | (Cape Town - Somerset West)                                             | km              | 319 km                          |
| N2        | (Parys - Kranskop)                                                      | km              | 45 km                           |
| N2        | (Mosele Bay – George)                                                   | km              | 51 km                           |
| N2        | (Clarkson – Port Elisabeth)                                             | km              | 160 km                          |
| N2        | (Berlin – East London)                                                  | km              | 46 km                           |
| N2        | (Port Shepstone – Richards Bay)                                         | km              | 279 km                          |
| N3        | (Durban – Tugela)                                                       | km              | 242 km                          |
| N3        | (Warden – Johannesburg)                                                 | km              | 224 km                          |
| N4        | (Middleburg – Rustenburg)                                               | km              | 251 km                          |
| N4        | (Magalies Freeway)                                                      | km              | 15 km                           |
| N7        | (Cape Town Century City lângă N1 – Dunoon lânga Potsdam Rd.)            | km              | 10 km                           |
| N12       | (Soweto – Emalahleni se suprapune cu N3 ca și Johannesburg East Bypass) | km              | 169 km                          |
| N14       | (Cosmo City lângă R512 – Pretoria West)                                 | km              | 44 km                           |
| N17       | (Johannesburg South - Bethal)                                           | km              | 151 km                          |
| R21       | (Johannesburg – Pretoria - parte din al doilea inel de centură)         | km              | 45 km                           |
| R24       | (Johannesburg lângă N3 – OR Tambo Int. Airport lângă R21)               | km              | 12 km                           |
| R59       | (Johannesburg – Vanderbijlpark)                                         | km              | 61 km                           |
| R61       | (Margate – Port Shepstone)                                              | km              | 16 km                           |
| R72       | (M4 East London Bypass)                                                 | km              | 5 km                            |
| R80       | (Pretoria - Soshanguve)                                                 | km              | 25 km                           |
| R300      | (Brackenfell – Mitchell’s Plain lângă M7)                               | km              | 22 km                           |
| Total:    |                                                                         | km              | 2255 km                         |